# 日本の民間伝承
日本の民間伝承（にほんのみんかんでんしょう、英語: Japanese folklore）は、口承、習慣、物質文化で非科学的に表現された日本および日本人の伝承を網羅したもの。
日本では用語「民間伝承」（minkan denshō、"transmissions among the folk"）は民話として記述するために使用される民俗学の学術研究として知られる。民俗学者はまた学術研究と芸術論考で参照するために用語「民俗資料」（minzoku shiryō）英語："folklore material"を採用している。

## 民間信仰
東北地方の秋田県男鹿半島地域では、なまはげに扮した男たちが、鬼のような仮面と伝統的な藁の岬（蓑）を身に着けて、毎年恒例の儀式として家を巡る。これらの鬼男は、火の周りで怠惰にアイドリングしている子供たちに恐怖を植え付けようとしている神 (神道)になりすます。これは今なお生き続けている民俗慣行でも特にカラフルな例である。
同じ習慣はアカマタ・クロマタが沖縄本島八重山列島で儀式として存在し、これはシークレットで写真を撮ることはできない。
神棚、小さな神社の棚を所有している世帯は今日ますます少なくなっているが、まだ多くの世帯にある。神道のバージョンではキッチンの神さまであるKamado kami（かまど神）と融合した仏教のバージョンである荒神、ハースの神は台所に安置する。
日本には人気カルトには、時には特定の神と仏、例えば怒りに専念している不動明王やヒーラー系の薬師如来などがいる。そして多くのカルトには、次のような聖地への敬意を払った中心として伊勢神宮（伊勢講またはおかげ参り）または富士山（それによって富士講、多くの地元の模擬富士神社が建てられた）もある。これらのメッカへの巡礼は江戸時代以降衰退した。しかし最近では88の寺院跡の四国巡礼（通称おへんろさん）が流行しているほか、人気メディアや情報誌などでは現在、多くの神社や神聖な自然の場所をパワースポットなどとして紹介している。
例えば太鼓を鳴らすなど、悪病に行う長いプラクティスのリストとして厄除けまたは厄払いが行われるが、一部の地域では家の外、玄関先にに小さな塩の山を置くのが一般的（盛り塩）。塩の散布は一般的に浄化だと考えられているが 、著名な例では相撲試合で使用されている。時代のストックルーチンやテレビドラマでも、家のあるじが気に食わない訪問者が去った直後に、妻に塩をまき散らすように命じるというのが描かれる。逆にあるじが仕事に出かけるときに、燧石などで火花を灯すというのがあるが、こちらは幸運を招くと考えられている。
現在では庚申信仰カルトが要する沈黙警戒に従事している人は誰もいないが、このカルトは象徴的な三猿と関連付けられていることに留意。
中国から陰陽道を通じて日本に持ち込まれたジオマンシーの痕跡もいくつかある。鬼門という言葉「鬼の門」は、口語的には人が常に不運を抱えている可能性のあることを指すが、本来の意味では北東方向を指し、不運または危険で悪意のある霊を招いていると見なされている （cf 。金神）。ほかに家相つまり文字通り「家の人相」として知られている風水の日本語版もある。陰陽や陰陽道のカタタゲなどの概念が密接につながったものは平安時代に貴族によって広く実践されていたカタイミとしても知られている。他に日本で広く知られているタブーに北枕があり、これは頭を北に向けて寝ないようにアドバイスしているものであるが、この禁止事項に真剣に注意を払う必要があるものかどうかは懐疑的なものである。
日本の民間伝承では、キジは天国からのメッセンジャーと見なされていた。しかし、日本の総合研究大学院大学と国立極地研究所の研究者は、2020年3月に、西暦620年に日本の夜空を横切って目撃した赤いキジの尾とされたものは、磁気嵐の間に生成された赤いオーロラである可能性があると主張した。

## 民話

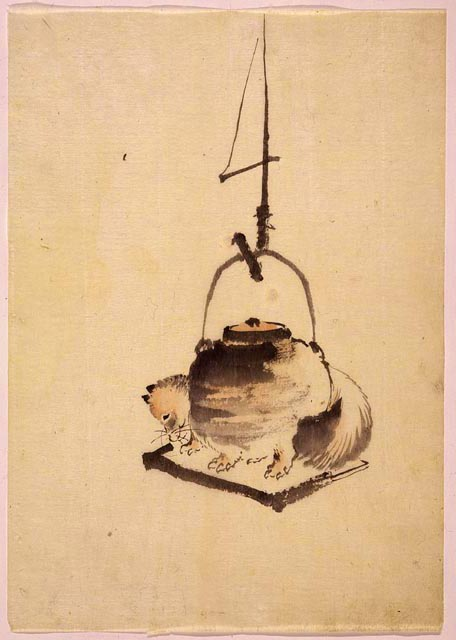
タヌキの半分上が（物語分福茶釜の一場面）。（1840年代、北斎学派）

他の先進国と同様に、口頭伝承の生きた語り手を見つけることは非常に困難になっている。しかし、時代を超えて収集された民話は多く存在していく。こうした伝承が一般的な民話としてむかしばなし（「昔」または「過ぎ去った時代」の物語）という名称付けられているのは、これらは通常「むかしむかし...」という出だしで始まるためである （「昔々」はある時...に類似 ）。似たものに「どっとはらい」（変異形にはどんど晴れなど）など、いくつかのセットフレーズがある。
これらの物語は地元の方言で語られており、イントネーションと発音、語彙の違いで、部外者には理解するのが難しかったかもしれない。フィールドから収集された多くの民話は、実際には標準的な日本語への「翻訳」（または、いくつかの収集されたバージョンをマージする適応のような作業）となっている。

### 古典的な民話
桃太郎に代表される古典的な民話は、絵本やマンガなどの人気のあるコンテンツで現在も著名であるが、ルーツは江戸時代に印刷された絵本にまでさかのぼることができ、その原型例になると物語ルーツははるかに遡ることが可能。童話作家によって書き直された巌谷小波（1870–1933） は、今日通常知られている形式を確立する上で多大な影響を与えた。

### 民話の動物
狐（きつね）と狸（日本のタヌキ;画像参照）といった二つの生き物は、特にヒトまたは他の物体に変身する能力について知られている。それらは、急須に変身する可能性のあるタヌキ、分福茶釜などのユーモラスな特性の民話で頻繁に発生している。
人間と非人間の間の結婚「異類婚姻譚」（irui konin tan"tales of heterotype marriages"）は、日本の民俗学の主要なカテゴリまたはモチーフを含んでいる。クレーンの話などの日本の異型の例は、かえるの王さまや超自然的な出会いが短いレダ神話のような西洋の例とは対照的に、種間カップル間の結婚生活の持続期間を説明しており、蛤女房（"clam wife"）の話など珍しいペアリングも発生するが、詩的な書面版（お伽草子）など、より素朴で下品な口頭物語の両方に存在する。物語田螺長者のように性別が逆転している花嫁が小さなタニシ（川のカタツムリ）と結婚するものなどもある。

### 現代の演出
劇作家の木下順二による舞台公演には、多くの民話が採用されてきた。特に夕鶴（ Twilight Crane 、1949）は、民話の鶴の恩返しに基づいている。

### 幻想的な生き物

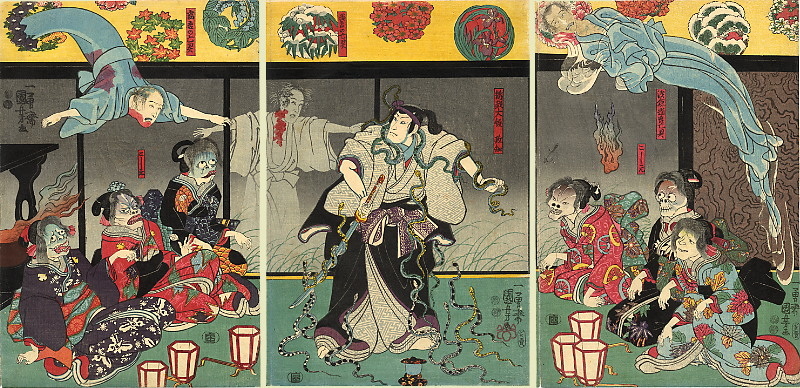
歌川国芳、幽霊。 1850年代。

現在、日本の伝統的な情報源から取られた日本のモンスターに大きな関心が寄せられている。妖怪や奇妙な存在のいくつかは民間伝承のようなものであり、口頭で伝達され、大衆の間で広められている。しかし、それらについての多くの存在や話は江戸時代以前にプロの作家によって紡がれ、意図的に創作されたものであり、厳密な意味での民間伝承ではないことを認識しなければならない。

## 民芸品と工芸品
根付、タヌキ型陶器（信楽焼）などの有名な工芸品は、日本の伝統工芸品に分類される場合がある。
日常の家庭の道具（民具）の数々は渋沢敬三によって収集され、これらは現在大阪府吹田市の国立民族学博物館で収納され屋根裏博物館のコレクションとなった。柳宗悦が率いた民藝運動は、美的観点から民芸を鑑賞しようとした。

### 代表例
- 大津絵 - 滋賀県大津市の民俗生産の絵画で、多くの場合鬼が描かれた旅行者のためのお守り。
- 絵馬 - 馬などの絵が描かれた楯で、神社に願い事が書かれ、吊るされる。
- こいのぼり - 鯉の形をしたバナー。

### おもちゃ
- ずぐり独楽 - 凹型のくぼみに同心円模様が描かれた独楽の一種（青森県）
- 赤べこ - 頭がボブする赤い張り子の雄牛または牛。
- 起き上がり小法師 - 自分の権利を持った足のない底付き人形。
- 三春駒（福島県）、八幡馬（青森県）、木下駒（宮城県） - 3つの主要な木彫りの馬の置物。

### テキスタイル
- こぎん刺し（青森県） - キルティングウェアの一種。

### 衣料品
以下の記事では、日本の伝統文化を理解するために不可欠。使用される材料の種類も民間伝承の一部。
- 笠 - スゲ、イグサ、竹の細片またはヒノキの細片から織られた帽子。
- 蓑 - 雨具や雪具として、稲わらで作ったふさふさした岬のミノが使われていた。スノーブーツ（藁靴）も稲わらで織られていた。
- 草鞋 - 藁織りの履物。
- ばんどり（山形県など） - 荷物を背負って運ぶときによく使われるカラフルなバックストラップの一種[17]